# Locus amoenus

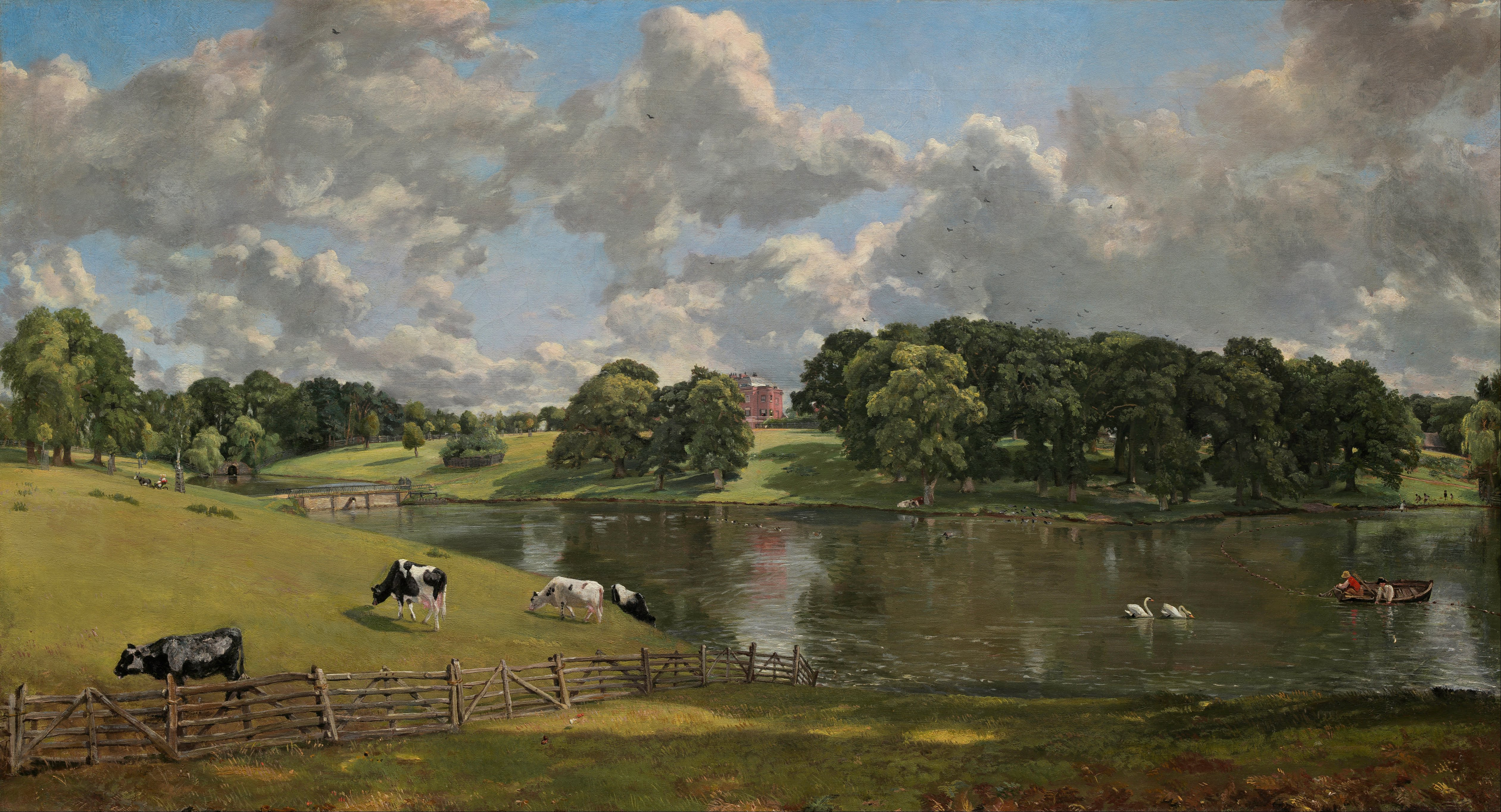
John Constable's Wivenhoe Park, Essex: Um cenário idílico com árvores, grama e água.

Locus amoenus (em latim, lugar agradável) é um termo literário que geralmente se refere a um local idealizado de segurança ou conforto. Um locus amoenus é, geralmente, um belo gramado com sombra ou arvoredos em áreas descampadas, ou de um grupo de ilhas paradisíacas, algumas vezes, com conotações do Jardim do Éden ou Campos Elísios.

## Características

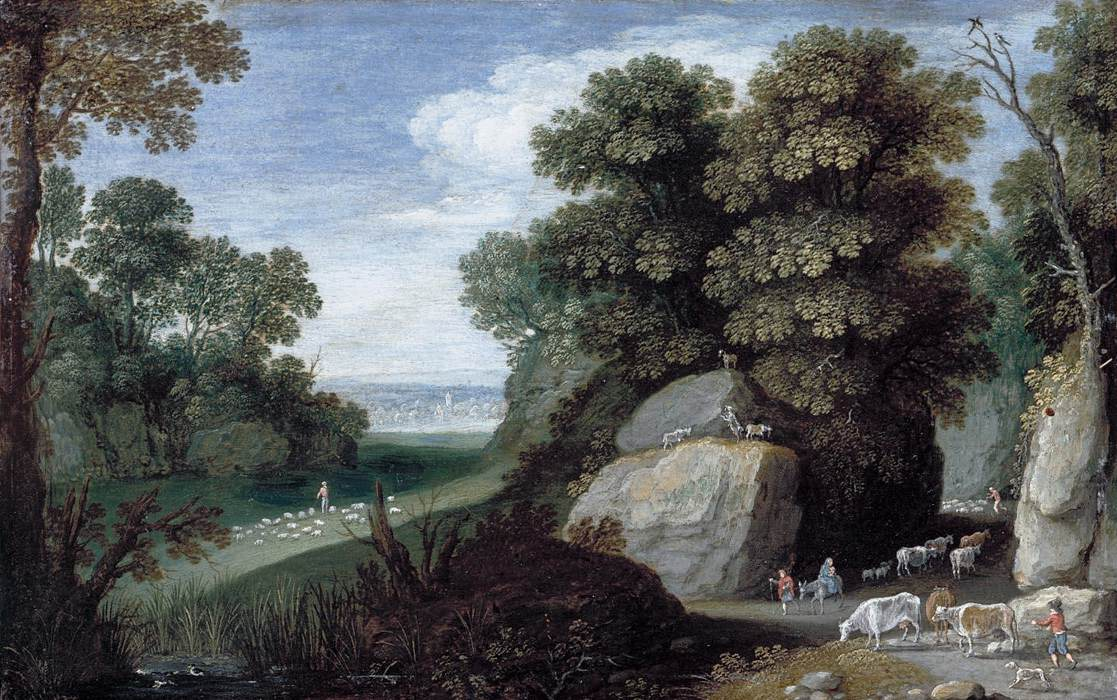
Maerten Ryckaert, Rocky Pastoral Landscape.

Um locus amoenus terá três elementos básicos: árvores, grama e água. Muitas vezes, o jardim vai ser em um lugar remoto e funciona como uma paisagem para a mente. Ele também pode ser usado para realçar as diferenças entre as vidas urbana e rural, ou ser um lugar de refúgio contra os processos de tempo e de mortalidade.
Em alguns trabalhos, tais jardins também têm a conotação dos poderes regenerativos da sexualidade humana marcado por flores, a primavera, e as deusas do amor e da fertilidade.